# Rosine Faugouin
Pour les articles homonymes, voir Bénard.
Rosine Faugouin (ép. Bénard), née le 11 juin 1930 dans le 16e arrondissement de Paris et morte le 19 mai 2018 à Orléans, était une athlète française, spécialiste du sprint.

## Biographie
Rosine Faugouin remporte au Festival mondial de la jeunesse et des étudiants 1949 à Budapest la médaille d'argent du 200 mètres et la médaille de bronze du relais 4 × 200 mètres.
Rosine Faugouin est sacrée championne de France du 200 mètres en 1950. Elle participe au 200 mètres et au relais 4 x 100 mètres aux Jeux olympiques d'été de 1948 à Londres.
Son mari est l'athlète Claude Bénard, connu pour avoir remporté la médaille de bronze en saut en hauteur pendant les Championnats d'Europe de 1950, disputés à Bruxelles.